# Prégilbert
Prégilbert là một xã trong tỉnh Yonne, thuộc vùng Bourgogne-Franche-Comté của nước Pháp, có dân số là 146 người (thời điểm 1999). Xã nằm giữa Auxerre và Avallon.

## Nhân khẩu học
| 1962 | 1968 | 1975 | 1982 | 1990 | 1999 |
| ---- | ---- | ---- | ---- | ---- | ---- |
| 139  | 159  | 158  | 162  | 148  | 146  |